# المعاهد الهندية للإدارة
المعاهد الهندية للإدارة (Indian Institutes of Management IIMs ) هي كليات أعمال عامة مملوكة للحكومة المركزية لمهنة الإدارة تقدم برامج البكالوريوس والدراسات العليا والدراسات العليا والدكتوراه والتنفيذية جنبًا إلى جنب مع بعض الدورات الإضافية في مجال إدارة الأعمال. بدأ إنشاء المعاهد الهندية للإدارة من قبل جواهر لال نهرو، أول رئيس وزراء للهند، بناءً على توصية لجنة التخطيط في الهند.
تم الإعلان عن مؤسسات المعاهد الهندية للإدارة ذات الأهمية الوطنية من قبل وزارة تنمية الموارد البشرية (MHRD)  بعد تمرير قانون معاهد الإدارة الهندية، 2017. من خلال هذا القانون، تم منح المعاهد مزيدًا من الاستقلالية في التعامل مع عملياتهم اليومية. غير القانون هيئة إدارة المعاهد الهندية للإدارة من مجلسها إلى منتدى تنسيق المعاهد الهندية للإدارة. تم منح المعاهد مساحة كبيرة لتقرير دوراتهم ورسومهم والمسائل الأخرى ذات الصلة. حققت أفضل النعاهد - مثل المعهد الهندية للإدارة في احمد اباد و المعهد الهندية للإدارة في نغالور والمعهد الهندية للإدارة في كالكوتا - أعلى تصنيفات 10 بين كليات الإدارة، وفقًا لإطار التصنيف المؤسسي الوطني (NIRF) الذي استخدمه وزير تنمية الموارد البشرية في الهند.
تعد برامج ماجستير إدارة الأعمال بدوام كامل من البرامج الرئيسية في جميع المعاهد. يتم تقديم درجة الماجستير في إدارة الأعمال بدوام كامل كبرنامج دراسات عليا لمدة عامين في الإدارة (PGP) أو ماجستير في إدارة الأعمال العالمية لمدة عام واحد (EPGP و PGPX و PGPEX و PGP-BL و IPMX). تقدم سبعة من المعاهد الرائدة في أحمد أباد، بنغالور، كلكتا، إندور، أودايبور، لكناو وكوريكود ماجستير إدارة الأعمال لمدة عام واحد كبرنامج بدوام كامل يتبع معايير ماجستير إدارة الأعمال العالمية. تقدم بعض المعاهد أيضًا ماجستير في إدارة الأعمال (التنفيذية) بدوام جزئي لمدة عامين للخريجين ذوي الخبرة العملية.
تقدم المعاهد الهندية للإدارة الدبلومات فقط في نهاية برامج الدوام الكامل. ومع ذلك، منذ صدور قانون المعاهد الهندية للإدارة لعام 2017، بدأت جميعها في تقديم درجة الماجستير في إدارة الأعمال (MBA). تقدم بعض المعاهد الهندية للإدارة برنامج الزمالة في الإدارة (FPM)، وهو برنامج الدكتوراه. تعتبر الزمالة معادلة لـ DBA عالميًا. تقدم معظم المعاهد أيضًا دورات ماجستير إدارة أعمال تنفيذية قصيرة الأجل وبرامج بدوام جزئي. تقدم بعض المعاهد الهندية للإدارة أيضًا برامج فريدة، مثل المعهد الهندي للإدارة في Rohtak وIIM Ranchi والمعهد الهندي للإدارة في Indore  و المعهد الهندي للإدارة في Lucknow تستمر لمدة عامين.

## تاريخ المعاهد الهندية للإدارة
بعد أن أصبحت الهند مستقلة في عام 1947، تم تكليف لجنة التخطيط بالإشراف (Planning Commission (India)) على تنمية الأمة وتوجيهها. نمت الهند بسرعة في الخمسينيات من القرن الماضي، وفي أواخر الخمسينيات من القرن الماضي، بدأت اللجنة تواجه صعوبات في إيجاد مديرين مناسبين لعدد كبير من مؤسسات القطاع العام التي تم إنشاؤها في الهند كجزء من سياستها الصناعية. لحل هذه المشكلة، دعت لجنة التخطيط في عام 1959 البروفيسور جورج روبينز من جامعة كاليفورنيا للمساعدة في إنشاء معهد عموم الهند للدراسات الإدارية. بناءً على توصياته، قررت الحكومة الهندية إنشاء معاهد إدارة النخبة، والمعاهد الهندية للإدارة. تم اختيار كلكتا وأحمد أباد كمواقع للمعهدين الجديدين.
تأسس المعهد في كلكتا أولاً، في 13 نوفمبر 1961،  وكان اسمه المعهد الهندي للإدارة كلكتا . تم إنشاؤه بالتعاون مع كلية سلوان للإدارة لمعهد ماساتشوستس للتكنولوجيا، وحكومة ولاية البنغال الغربية، ومؤسسة فورد، والصناعة الهندية. تأسس المعهد في أحمد أباد في الشهر التالي وسمي المعهد الهندي للإدارة في أحمد أباد. مثل MIT Sloan في حالة المعهد في كلكتا، لعبت كلية هارفارد للأعمال دورًا مهمًا في المراحل الأولى من المعهد الهندي للإدارة في احمد أباد.
في عام 1972، لاحظت لجنة برئاسة رافي ج. ماثاي نجاح المؤسستين في احمد اباد و كلكتا وأوصت بإنشاء اثنين آخرين من المعاهد الهندية للإدارة. بناءً على توصية اللجنة، تم إنشاء معهد استثمار دولي جديد، كان مخصصًا في الأصل لتلبية احتياجات مؤسسات القطاع العام على وجه الحصر، في بنغالور (المعهد الهندي للإدارة في بنغالور) في العام التالي. في عام 1981، اجتمعت لجنة المراجعة الأولى للاجتماعات الحكومية الدولية لفحص التقدم المحرز في الآليات الحكومية الدولية الثلاثة القائمة وتقديم توصيات. أشارت اللجنة إلى أن المدارس الحكومية الدولية الثلاثة كانت تنتج حوالي 400 من خريجي برنامج PGP كل عام وأنهم قد وصلوا إلى طاقتهم المثلى. واقترح افتتاح اثنين آخرين من المعاهد الهندية للإدارة لتلبية الطلب المتزايد على المتخصصين في الإدارة. كما أوصت بتوسيع برامج الزمالة، على غرار برامج الدكتوراه، لتلبية الطلب المتزايد على أعضاء هيئة التدريس في مدارس الإدارة في الهند. تأسست المعهد الهندي للإدارة في لُكْنَاوْ الرابعة في عام 1984 بناءً على توصية اللجنة.
تم إنشاء اثنين آخرين من المعاهد الهندية للإدارة، الخامس والسادس، في Kozhikode وIndore في عام 1996. كان المعهد الهندي للإدارة في شيلونغ سابع معهد دولي يتم إنشاؤه، بعد قرار اتخذته حكومة الهند في عام 2005 ؛ تم وضع حجر الأساس في 1 ديسمبر 2007 ؛ وكانت جلسته الأكاديمية الأولى هي 2008-2009. [12] 3 منذ عام 2007، تم إنشاء أربعة عشر معهدًا صناعيًا داخليًا جديدًا، مما رفع العدد الإجمالي للمعهدات الدولية المستقلة إلى 20، وكان أحدث معهد مالي دولي في جامو، بدءًا من عام 2016.[بحاجة لمصدر]
وافق مجلس الوزراء الاتحادي، في 24 كانون الثاني (يناير) 2017، على مشروع القانون الذي أصبح قانون معاهد الإدارة الهندية 2017 [الإنجليزية]، والذي يعلن المعاهد الهندية للإدارة كمعاهد ذات أهمية وطنية ويمكّنها من منح الدرجات وإجراء تغييرات مهمة أخرى على المعهد. تم تمرير مشروع قانون المعاهد الهندية للإدارة من قبل المجلس الادني في برلمان الهند (لوك سابها) في 28 يوليو 2017  ومن قبل مجلس الشيوخ الهندي (راجيا سابها) في 19 ديسمبر 2017. بعد الحصول على الموافقة الرئاسية، أصبح مشروع قانون المعاهد الهندية للإدارة قانونًا في 31 ديسمبر 2017.

## قائمة المعاهد
| #  | المعهد                        | صورة المبنى | الاختصار      | بدء العمل | الموقع              | الولاية - المنطقة | NIRF تصنيف 2021 | FT Masters in Mgmt 2021 Global Ranking | ملاحظات |
| -- | ----------------------------- | ----------- | ------------- | --------- | ------------------- | ----------------- | --------------- | -------------------------------------- | ------- |
| 1  | IIM Ahmedabad                 |             | IIM-A         | 1961      | أحمد آباد           | كجرات             | 1               | 26                                     | [ ا ]   |
| 2  | IIM Amritsar                  |             | IIM Amritsar  | 2015      | أمريتسار            | Punjab            | 67              |                                        | [ ب ]   |
| 3  | المعهد الهندي للإدارة بنغالور |             | IIM-B         | 1973      | بنغالور             | كارناتاكا         | 2               | 47                                     |         |
| 4  | IIM Bodh Gaya ‏                |             | IIM-BG        | 2015      | بود جايا            | بهار (الهند)      |                 |                                        | [ ج ]   |
| 5  | IIM Calcutta ‏                 |             | IIM-C         | 1961      | كلكتا               | البنغال الغربية   | 3               |                                        | [ د ]   |
| 6  | IIM Indore ‏                   |             | IIM-I         | 1996      | إندور               | مدهيا برديش       | 6               | 79                                     |         |
| 7  | IIM Jammu ‏                    |             | IIM-J         | 2016      | جامو (الهند)        | Jammu and Kashmir |                 |                                        | [ ه ]   |
| 8  | IIM Kashipur ‏                 |             | IIM-Kashipur  | 2011      | كاشبور [الإنجليزية] | أوتاراخند         | 33              |                                        | [ و ]   |
| 9  | IIM Kozhikode ‏                |             | IIM-K         | 1996      | كاليكوت             | كيرلا             | 4               |                                        | [ ز ]   |
| 10 | IIM Lucknow ‏                  |             | IIM-L         | 1984      | لكهنؤ               | أتر برديش         | 7               | 79                                     |         |
| 11 | IIM Nagpur                    |             | IIM-N         | 2015      | ناغبور              | ماهاراشترا        | 40              |                                        | [ ح ]   |
| 12 | IIM Raipur ‏                   |             | IIM-Raipur    | 2010      | رايبور              | تشاتيسغار         | 15              |                                        | [ ط ]   |
| 13 | IIM Ranchi ‏                   |             | IIM-Ranchi    | 2010      | رانشي               | جهارخاند          | 21              |                                        | [ ي ]   |
| 14 | IIM Rohtak ‏                   |             | IIM-Rohtak    | 2010      | روهتاك              | هاريانا           | 28              |                                        | [ يا ]  |
| 15 | IIM Sambalpur                 |             | IIM Sambalpur | 2015      | Sambalpur           | أوديشا            | 61              |                                        | [ يب ]  |
| 16 | IIM Shillong ‏                 |             | IIM-S         | 2007      | شيلونغ              | ميغالايا          | 23              |                                        |         |
| 17 | IIM Sirmaur                   |             | IIM Sirmaur   | 2015      | سيرمور              | هيماجل برديش      |                 |                                        | [ يج ]  |
| 18 | IIM Tiruchirappalli ‏          |             | IIM-T         | 2011      | تيريوشيراببالي      | تاميل نادو        | 17              |                                        | [ يد ]  |
| 19 | IIM Udaipur ‏                  |             | IIM-U         | 2011      | أودايبور            | راجستان           | 18              | 82                                     | [ يه ]  |
| 20 | IIM Visakhapatnam ‏            |             | IIM-V         | 2015      | فيساخاباتنام        | أندرا برديش       |                 |                                        |         |

## الملاحظات
1. ↑  Indian Institute of Management Ahmedabad was the second IIM to be set up, on 16 December 1961.[31]
2. ↑  Indian Institute of Management Amritsar started operation on 7 August 2015.[32]
3. ↑  Indian Institute of Management Bodh Gaya was inaugurated on 31 August 2015.[33]
4. ↑  Indian Institute of Management Calcutta was the first IIM to be set up, in November 1961.[34]
5. ↑  Indian Institute of Management Jammu started operation in November 2016.[35]
6. ↑  Indian Institute of Management Kashipur on 1 July 2011.[36]
7. ↑  Indian Institute of Management Kozhikode was established in 1996 and took its first batch of students in 1997.[37]
8. ↑  Indian Institute of Management Nagpur, the first of the six third generation IIMs, was inaugurated on 26 July 2015.[38]
9. ↑  Indian Institute of Management Raipur, was inaugurated on October 2010.[29]
10. ↑  Indian Institute of Management Ranchi started operations on 6 July 2010.[29]
11. ↑  Indian Institute of Management Rohtak was inaugurated on 30 June 2010.[39]
12. ↑  Indian Institute of Management Sambalpur started operation on 23 September 2015.[40]
13. ↑  Indian Institute of Management Sirmaur started operations on 4 September 2015.[41]
14. ↑  Indian Institute of Management Tiruchirappalli was inaugurated in January 2011.[29]
15. ↑  Indian Institute of Management Udaipur started operation on 30 July 2011.[42]